# Paul Kuhn
Pour les articles homonymes, voir Kuhn.
Paul Kuhn, né le 12 mars 1928 à Wiesbaden et mort le 23 septembre 2013 à Bad Wildungen (à 85 ans), est un musicien, chanteur et pianiste de jazz allemand.

## Carrière
Paul Kuhn obtient un grand succès commercial dans le monde germanophone en 1963 pour la chanson Es gibt kein Bier auf Hawaii, « Il n'y a pas de bière à Hawaii ».
Il est chef d'orchestre à l'occasion du Concours Eurovision de la chanson en 1972.